# Петар Комненић
Петар Комненић (Пилатовци, код Никшић, 1895 — Брезовик, код Никшића, 1957) био је учесник Првог светског рата и Народноослободилачке борбе и друштвено-политички радник НР Црне Горе.

## Биографија
Рођен је 1895. године у селу Пилатовци, код Никшића. Отац му је био свештеник и племенски капетан Тодор Комненић. Дјетињство је провео у завичају гдје је завршио основну школу. Гимназију и Филозофски факултет (смјер историја) је завршио у Београду. 
У Балканским ратовима је учествовао као шеснаестогодишњи гимназијалац-добровољац, а у Првом свјетском рату као студент добровољац у војсци Краљевине Србије. Заробљен је и интерниран у логор Болдогасоњ у Мађарској. Успио је да побјегне из тог логора са једним другом, али је ухваћен. Петар је поново побјегао и стигао је у Швајцарску. 
После рата је као професор службовао је у неколико мјеста Краљевине Југославије, а највише је остао у Сарајеву. Члан Комунистичке партије Југославије (КПЈ) је постао 1919. године. 
Капитулација Краљевине Југославије затекла га је као резервног капетана и команданта батаљона у Сарајеву. Послије капитулације се вратио у Пилатовце. Када су у сусједним херцеговачким општинама почели усташки прогони Срба, организује прихват избјеглица и заштиту пограничних црногорских села, као и припреме за устанак у свом крају. Када је 1941. године формиран Бањско-вучедолски батаљон, Петар је постављен за његовог команданта. 
Током 1942. године, постао је командант Ловћенског партизанског одреда, а у Петој црногорској пролетерској бригади командант Трећег батаљона. Тај батаљон је Петар успио током 17 дана да проведе без губитака од Зеленгоре до Прозора. По доласку у Прозор упознао се са пјесником Иваном Гораном Ковачићем. 
Био је командант бихаћко-цазинског подручја, учесник Првог засједања АВНОЈ-а и једно вријеме командант корпусне војне области за Херцеговину. 
После ослобођења био је потпредсједник Владе Црне Горе, министар социјалне политике Црне Горе, предсједник Уставотворне скупштине Црне Горе и предсједник Народне скупштине НР Црне Горе. 
Почетком 1949. године, послије Резолуције Информбироа, ухапшен је и заточен на Голом отоку, а најтежи дио логора је прозван по њему „Петрова рупа“. Послије повратка из логора био је пензионисан, а умро је 1957. године у Брезовику, од посљедица тортуре на Голом отоку.
Иван Горан Ковачић му је посветио пјесму Наша Слобода, Жарко Ђуровић Рам за голооточку ноћ, Милош Остојић пјесму Стазом времена и Вукман Оташевић пјесму Од злата вјешала.
Једна улица у Никшићу носи његово име.

## Објављени радови
- Краљевић Марко и његова личност у словеначким народним песмама, Гласник Југословенског професорског друштва, Београд, број 8, 1938-1939, стр. 598-604,
- Насељавање Срба у Угарској и сеоба 1690. године, часопис Просвјета, Сарајево, 17/1933, број 9, стр. 212-215,
- Истрага потурица по историји, традицији и Горском вијенцу, „Побједа“, Титоград, 7. јун 1947,
- Стање у Херцеговини послије капитулације Југославије, часопис Историјски записи, Цетиње, 1948, број 3-4/48, стр. 139-144,
- Сјећања на Саву Ковачевића, „Побједа“, Титоград, јун 1948
- објавио и неколико приказа књига, као и извештаја о акцијама Бањско-вучедолског батаљона